# Muellerargia
Muellerargia es un género con dos especies de plantas con flores perteneciente a la familia Cucurbitaceae. 

## Especies seleccionadas
| - Muellerargia jeffreyana Keraudren - Muellerargia timorensis Cogn. |